# سینمای مونته‌نگرو

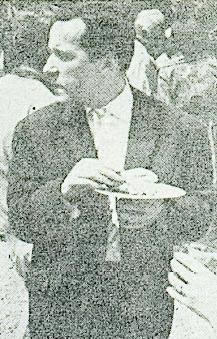
دوشان ووکوتیچ پایه‌گذاز مکتب انیمیشن زاگرب

سینمای مونته‌نگرو به صنعت سینما در این کشور اشاره دارد. مونته‌نگرو تا ۱۹۹۱ جزیی از یوگسلاوی و تا ۲۰۰۶ جزیی از کشور صربستان و مونته‌نگرو بود. با توجه به بضاعت این کشور در بدنه و امکانات سینمایی، مونته‌نگرو در تاریخ سینمای خود دارای نام‌های موفقی است.

## پیشینه
اولین موفقیت جهانی برای سینمای مونته‌نگرو در سال ۱۹۶۱ به دست آمد. دوشان ووکوتیچ برای انیمیشن جایگزین جایزه اسکار بهترین انیمیشن کوتاه را بدست آورد. در ۱۹۶۴ نیز وی با انیمیشن بازی نامزد دریافت جایزه اسکار بهترین انیمیشن بود.
ولکو بولائیچ، ژیوکو نیکولیچ، کرستو پاپیچ، برانکو بلتیچ، زدراوکو ولیمیرویچ، گریدراک گلووبویچ، نیکولا ووکچویچ و ایوونا یوکا از دیگر سینماگران مطرح این کشور به‌شمار می‌آیند.

## سینمای مدرن
در سال ۲۰۱۳، فیلم سرنوشت بد ساخته دراسکو دوروویچ اولین فیلم تاریخ سینمای این کشور بود که به عنوان نماینده سینمای مونته‌نگرو برای جایزه اسکار بهترین فیلم بین‌المللی به هشتاد و ششمین دوره جوایز اسکار معرفی شد اما به مرحله نهایی نرسید.
از مشهورترین بازیگران مونته‌نگرو می‌توان به میما کارادزیچ، ژارکو لاوژویچ، میودراگ کریووکاپیچ، برانیمیر پوپویچ، دیان کوکیچ، آندریا میلوسویچ، پتار استروگر و مومچیلو اوتاسویچ اشاره کرد.

## فیلم‌هایی که تمام یا قسمتی از آن در مونته‌نگرو فیلم‌برداری شدند

مرد نوامبر (۲۰۱۴)

- مرد نوامبر (۲۰۱۴)اسب تروآ (۱۹۶۱)
- یگان ۱۰ از ناوارون (۱۹۷۸)
- نیمه تاریک خورشید (۱۹۸۸)
- برادران بلوم (۲۰۰۹)
- کوریولانوس (۲۰۱۱)
- مرد نوامبر (۲۰۱۴)
- پاپیون (۲۰۱۷)
- میناماتا (۲۰۲۰)